# Морозов-Поплевин, Владимир Васильевич
Владимир Васильевич Морозов-Поплевин (ум. 1564) — русский военный и государственный деятель, окольничий и воевода, второй из трёх сыновей боярина и воеводы Василия Григорьевича Морозова-Поплевина (ум. 1538). Братья — бояре Григорий и Пётр Васильевичи Морозовы.

## Биография
В январе 1526 года Владимир Васильевич Морозов-Поплевин упоминается в чине второй свадьбы великого князя московского Василия III Ивановича с княжной Еленой Васильевной Глинской: «фонарь над великого князя свечею носил».
В сентябре 1550 года упоминается в чине свадьбы удельного князя Владимира Андреевича Старицкого с Евдокией Аександровной Нагой: «на окольничем месте сидел».
В 1551 году, «как Свияжский город поставили», Владимир Васильевич Морозов-Поплевин прислан был туда на год воеводой. В июне 1553 года был оставлен в Москве с младшим братом царя, удельным князем Юрием Васильевичем Углицким, для защиты царской семьи, казны и столицы от возможного нападения татар во время коломенского похода царя. В ноябре того же 1553 года упоминается в чине свадьбы бывшего казанского царя Симеона Касаевича с М. А. Клеопиной-Кутузовой. В 1555 года оставался среди прочих бояр и окольничих с братом царя Юрием Углицким в Москве во время похода царя Ивана Грозного к Коломне и Туле в связи с битвой русской рати с крымцами под Судбищами.
В июле 1557 года Владимир Васильевич Морозов упоминается в свите царя Ивана Грозного во время коломенского похода «по крымским вестем». В июне 1559 года командовал сторожевым полком в Калуге. В 1560 году был оставлен в Москве с удельным князем Юрием Васильевичем Углицким на время царского похода к Серпухову. В 1561 году — второй воевода большого полка в Серпухове.
Зимой 1562/1563 года Владимир Васильевич Морозов-Поплевин упоминается среди окольничих в свите царя Ивана Грозного во время Полоцкого похода.
В 1564 году окольничий Владимир Васильевич Морозов скончался, оставив после себя двух сыновей: Фёдора и Ивана.